# Lepus (género)
O gênero Lepus, cujos integrantes são chamados popularmente de lebres, pertence a família Leporidae, e ordem Lagomorpha. São encontrados na Europa, África e Ásia, e foram introduzidos na Austrália e América do Sul. Trinta e duas espécies são descritas.

## Espécies
- - Gênero Lepus Linnaeus, 1758
    - Subgênero Macrotolagus Mearns, 1895
      - Lepus alleni Mearns, 1890 - Lebre-antílope

    - Subgênero Poecilolagus Lyon, 1904
      - Lepus americanus Erxleben, 1777 - Lebre-americana

    - Subgênero Lepus Linnaeus, 1758
      - Lepus arcticus Ross, 1819 - Lebre-ártica
      - Lepus othus Merriam, 1900 - Lebre-da-Beríngia
      - Lepus timidus Linnaeus, 1758 - Lebre-da-Eurásia

    - Subgênero Proeulagus Gureev, 1964
      - Lepus californicus Gray, 1837 - Lebre-da-Califórnia ou lebre-de-cauda-negra
      - Lepus callotis Wagler, 1830 - Lebre-de-flanco-branco
      - Lepus capensis Linnaeus, 1758 - Lebre-do-Cabo ou lebre-marron-africana
      - Lepus flavigularis Wagner, 1844 - Lebre-de-Tehuantepec
      - Lepus insularis Bryant, 1891 - Lebre-negra
      - Lepus saxatilis F. Cuvier, 1823
      - Lepus tibetanus Waterhouse, 1841
      - Lepus tolai Pallas, 1778 - Lebre-de-Tolai

    - Subgênero Eulagos Gray, 1867
      - Lepus castroviejoi Palacios, 1977 - Lebre-cantábrica
      - Lepus comus J. A. Allen, 1927 - Lebre-de-Yunnan
      - Lepus coreanus Thomas, 1892 - Lebre-coreana
      - Lepus corsicanus De Winton, 1898 - Lebre-italiana
      - Lepus europaeus Pallas, 1778 - Lebre-comum ou lebre-marron-européia
      - Lepus granatensis Rosenhauser, 1856 - Lebre-ibérica
      - Lepus mandshuricus Radde, 1861 - Lebre-da-Manchúria
      - Lepus oiostolus Hodgson, 1840 - Lebre-peluda
      - Lepus starcki Petter, 1963 - Lebre-dos-planaltos-etíopes
      - Lepus townsendii Bachman, 1839 - Lebre-de-cauda-branca

    - Subgênero Sabanalagus Averianov, 1998
      - Lepus fagani Thomas, 1903 - Lebre-etíope
      - Lepus microtis Heuglin, 1865 - Lebre-das-savanas

    - Subgênero Indolagus Gureev, 1953
      - Lepus hainanus Swinhoe, 1870 - Lebre-de-Hainan
      - Lepus nigricollis F. Cuvier, 1823 - Lebre-indiana
      - Lepus peguensis Blyth, 1855 - Lebre-da-Birmânia

    - Subgênero Sinolagus Averianov, 1998
      - Lepus sinensis Gray, 1832 - Lebre-chinesa

    - Subgênero Tarimolagus Gureev, 1947
      - Lepus yarkandensis Günther, 1875 - Lebre-de-yarkand

    - Subgênero Incertae sedis
      - Lepus brachyurus Temminck, 1845 - Lebre-japonesa
      - Lepus habessinicus Hemprich e Ehrenberger, 1832 - Lebre-da-Abissínia